# Frugarolo
Frugarolo es una localidad y comune italiana de la provincia de Alessandria, región de Piamonte, con 2.020 habitantes.

## Celebridades
- Lella Lombardi nació aquí.

## Evolución demográfica
| Gráfica de evolución demográfica de Frugarolo entre 1861 y 2001 |
|                                                                 |
| Fuente ISTAT - elaboración gráfica de Wikipedia                 |